# Lucio Fabio Severo
Lucio Fabio Severo (latino: Lucius Fabius Severus; fl. II-III secolo) è stato un senatore romano, appartenente alla famiglia patrizia dei Fabi, vissuto a cavallo tra il II secolo e il III secolo d.C..

## Biografia
Fu senatore durante l'Impero di Antonino Pio e primo rappresentante al Senato romano di Tergeste, sito storico di Trieste.
A lui si deve l'assimilazione delle popolazioni celtiche e illiriche abitanti il carso triestino, tramite la concessione dell'edilità alle classi più importanti e ricche di queste popolazioni e la conseguente assegnazione della cittadinanza romana. Grazie a questi provvedimenti, le entrate tributarie cittadine aumentarono in virtù delle tasse che i nuovi cittadini dovevano versare per ricoprire la carica di magistrati.
A Lucio Fabio Severo è dedicata a Trieste un'importante arteria stradale che collega l'altopiano carsico con il centro della città.